# 巨輪II
《巨輪II》（英語：Brother's Keeper II），香港電視廣播有限公司拍攝製作的時裝倫理電視劇，故事背景以商业竞争為題。由蕭正楠、田蕊妮及陳凱琳領銜主演，由陳展鵬、鍾嘉欣、李亞男、谢雪心、刘江特別演出，並由楊明、吳岱融、阮兆祥、梁琤、徐榮及李佳芯聯合演出，監製王心慰。 
此劇是《巨輪》的續集，亦繼續由钜記餅家冠名贊助，並於澳門、香港、日本、台灣和泰國取景。
此劇為2015香港國際影視展11部推介劇集之一、2016無綫節目巡禮之一、2016香港國際影視展12部推介劇集之一、無綫海外業務及簡介2016‬所推介的17部劇集之一。

## 本劇特色
「澳門買手信，我只買羅信記」羅威信（蕭正楠飾）為求突破，遠赴日本沖繩，找尋頂级食材。競爭對手惡意的攻擊，羅威信面對抉擇，要堅守原則？還是以非常手段，逆境求存？一場挑戰又再展開……
本劇的時間段為2014年至2015年的2年歷史，所以承接上集，本劇亦同樣加插真實新聞片段或報章頭條來貫穿時間。

## 故事大綱
羅威信（蕭正楠飾）幾經艱辛，將「羅信記」發展得譽滿港澳，成為澳門富豪新晉；同時卻惹來疊碼仔出身的地產商高天鷲（吳岱融飾）不滿，施橫手連翻打壓，遂到日本沖繩尋找寧靜空間。期間，戀上了神秘少女高伊娜（陳凱琳飾），更捲入一宗廿年前離奇凶案！另一方面，姚文英（田蕊妮飾）丈夫龍飛（阮兆祥飾）遇上撞機意外，腦部受創，竟視文英為陌路人…加上為尋找舊愛卓靜（鍾嘉欣飾）的喬天生（陳展鵬飾）回歸，威信面對突如其來的親情、愛情及事業的新沖擊，應如何去面對？

## 演員表

### 羅家
| 演員                     | 角色   | 介紹 | 出現期間       | 昵稱         |
| 劉 江 (客串演出1-5集)    | 羅富誠 | 周玉梅之夫 羅威信之父 喬天生之繼父 卓一帆、刘丽娟之继亲家 郭凱琳、姚文英之契父 卓靜之繼老爺 卓宁之继姻世伯 於第4集去美國 於第6集與周玉梅環遊世界 參見上輯《巨輪》 | 2005年至2014年 | 誠叔、誠哥   |
| 李司棋 （本劇並無演出）  | 周玉梅 | 喬森之前妻 羅富誠之妻 喬天生、羅威信之母 卓一帆 、刘丽娟之亲家 郭凱琳、姚文英之契媽 卓靜之家婆 卓宁之姻伯母 現時移居美國，正在坐“移民監” 於第6集與羅富誠環遊世界 參見上輯《巨輪》 |                | 阿梅、梅姐   |
| 陳展鵬 （特別演出1-5集） | 喬天生 | 美國二手車買賣商人 前總督察 周玉梅、喬森之子 羅富誠之繼子 羅威信同母異父之兄 卓靜之前男友，後復合，並結婚 徐知力之獄友 姚文英、龙飞之好友 被劉麗娟針對，後和好并成為其女婿 卓寧之妹夫 上輯結局時前往美國尋黃金餅，於第1集回歸 於第2-4集幫助羅威信解決高天鷲破壞一事 於第4集前往日本沖繩尋找卓靜 於第5集與卓靜重遇，二人終於結婚 因此角色於第5集後只在眾人口中提及 於第6集與卓靜在夏威夷度蜜月 參見上輯《巨輪》 | 1990年至2014年 | Sam、Sam哥   |
| 鍾嘉欣 （特別演出第5集） | 卓 靜  | Rachel 姚文英之好友 喬天生之前女友，後復合，並結婚 羅威信之好友，後為其大嫂 周玉梅之媳婦 羅富誠之繼媳婦 三個月前因交通事故而下半身癱瘓 因此角色於第5集後只在眾人口中提及 第6集交代與喬天生二人在夏威夷度蜜月 參見上輯《巨輪》 | 1990年至2014年 | 阿靜         |
| 蕭正楠                   | 羅威信 | 信哥、羅生 羅信記老闆 羅富誠、周玉梅之子 喬天生同母異父之弟 卓靜之好友，曾暗戀其，後為其叔仔 姚文英之前男友兼生意拍檔 龍飛、郭凱琳之好友 卓宁之姻弟 徐知力之親信 高天鷲之天敵兼情敵 沈美華、高先柏、马文泰之天敵，後和好 鍾情高伊娜，後與其互相愛慕，後為其男友，於第26集向高伊娜求婚 於第4集與喬天生一同前往日本尋找卓靜，期間遇見高伊娜 於第9集因地溝油風波，遂答應姚文英，並決定再度前往日本尋找頂級原材料 於第14集與郭凱琳、姚文英回澳門 於第36集偽造馬文泰的口供及冒充其簽名指控高天鷲 於第37集以妨礙司法公正罪名被捕，後因徐知力為其頂罪而獲撤銷罪名 於第39集設局引高天鷲回澳門而令其被警方拘捕 於第39集與龍飛、姚文英和好後繼續經營羅信記 參見上輯《巨輪》 | 1990年至2016年 | 阿信、花生仔 |

### 卓家
| 演員                         | 角色   | 介紹 | 登場期間       |
| 謝雪心 (客串演出第4集)       | 劉麗娟 | 卓一帆之妻 卓靜、卓寧之母 針對喬天生，後和好并成為其岳母 羅威信之姻伯母 周玉梅之親家 羅富誠之繼親家 參見上輯《巨輪》 （客串第4集） | 2014年         |
| 李亞男 (客串演出第4-5集)     | 卓 寧  | Emily 時裝設計師 卓一帆、劉麗娟之長女 卓靜之姊 喬天生之大姨子 羅威信之姻姐 金城澤之女友，後為其妻 第10集交代將與金城澤在美國結婚 參見上輯《巨輪》 | 2014年         |
| 越智俊光 （Ochi Toshimitsu） | 金城澤 | 金城 卓寧之男友，後為其丈夫 日本餐館大廚 曾與卓靜合拍婚紗影片 | 2014年         |
| 鍾嘉欣                       | 卓 靜  | Rachel 時裝設計師→婚紗設計師 卓一帆、劉麗娟之次女 卓寧之妹 喬天生之女友，後反目，最後復合 羅威信之暗戀對象 Ivy之好友 Michelle Fabio之好友兼情敵，後反目 Stephen Chow之相親對象 加拿大St.Martin大學畢業 曾於法國跟隨Rico Mars當實習生 Michelle Fabio之專屬時裝設計師 “Oh My God”爲其口頭禪 1991年：苗愛關幼堂之義工；被軍火劉脅持，後獲救 1997年：自創Rachel.C服裝店 2003年：曾感染沙士，後康復 姚文英之好友 喬天生之前女友，後復合，並結婚 羅威信之好友，後為其大嫂 周玉梅之媳婦 羅富誠之繼媳婦 三個月前因交通事故而下半身癱瘓 第6集交代與喬天生二人在夏威夷度蜜月 參見上輯《巨輪》 （特別演出第5集） | 1990年至2014年 |

### 高家
| 演員           | 角色   | 介紹 | 出現期間                                       |
| 程可為         | 岑清儀 | 高老太 高天鷲之母，與其關係不和，刻薄虐待其 莫志輝之表姑姐 沈美華之奶奶 高先柏、高伊娜之無血緣關係祖母 年青賭博養活家庭，因而經常輸下賭債把童年高天鷲視作出氣袋 被高天鷲拒認其母，因強逼入住懷安護理安老院 於第11集要求莫志輝收買並搗亂安老院，借此引沈美華注資豪門 | 2014年                                         |
| 衛志豪（青年） | 高天鷲 | 鷲哥、高生 皇鷲集團主席 影射周焯华 「疊碼仔」出身 岑清儀之子，與其關係不和，被其刻薄虐待 沈美華之夫，后反目 高先柏、高伊娜之養父，且對高伊娜心存邪念，后反目 高先柏、高伊娜之殺父仇人 莫志輝之表哥 羅威信、喬天生、姚文英之天敵 利用鍾穎 背后有一個不可告人的秘密，就是殺害高先柏和高伊娜之親父阿里•卡普爾的真正兇手 於10歲時離家出走並跟隨黑幫，成為小混混 於第20歲成為澳門街黑幫大佬，邂逅相偶沈美華 成為於第29集爭奪碧山地皮投標失敗 於第30集發現高伊娜行蹤 於第31集企圖強姦高伊娜，後以羅威信性命作威脋而逼高伊娜回到身邊 於第34集與沈美華、高先柏、高伊娜反目 於第34集把沈美華打至重傷，以此要脅高伊娜並再次企圖強姦高伊娜 於第35集開槍殺死鮑家偉、槍傷馬文泰 於第36集以非法禁錮和謀殺兩宗罪名被捕 於第37集獲釋外出 於第39集被羅威信設局引回澳門而被警方拘捕，交代入獄并判無期徒刑，但並沒有反省，更企圖殺害沈美華但被監獄保安阻止，并始终执迷不悟，并未真切反省 （巧合的是，此劇的劇情后来真的成为2022年的周焯華案。） | 1985年、1990年（沈美華之回憶）                 |
| 吳岱融         | 高天鷲 | 鷲哥、高生 皇鷲集團主席 影射周焯华 「疊碼仔」出身 岑清儀之子，與其關係不和，被其刻薄虐待 沈美華之夫，后反目 高先柏、高伊娜之養父，且對高伊娜心存邪念，后反目 高先柏、高伊娜之殺父仇人 莫志輝之表哥 羅威信、喬天生、姚文英之天敵 利用鍾穎 背后有一個不可告人的秘密，就是殺害高先柏和高伊娜之親父阿里•卡普爾的真正兇手 於10歲時離家出走並跟隨黑幫，成為小混混 於第20歲成為澳門街黑幫大佬，邂逅相偶沈美華 成為於第29集爭奪碧山地皮投標失敗 於第30集發現高伊娜行蹤 於第31集企圖強姦高伊娜，後以羅威信性命作威脋而逼高伊娜回到身邊 於第34集與沈美華、高先柏、高伊娜反目 於第34集把沈美華打至重傷，以此要脅高伊娜並再次企圖強姦高伊娜 於第35集開槍殺死鮑家偉、槍傷馬文泰 於第36集以非法禁錮和謀殺兩宗罪名被捕 於第37集獲釋外出 於第39集被羅威信設局引回澳門而被警方拘捕，交代入獄并判無期徒刑，但並沒有反省，更企圖殺害沈美華但被監獄保安阻止，并始终执迷不悟，并未真切反省 （巧合的是，此劇的劇情后来真的成为2022年的周焯華案。） | 1995年、2011年（高伊娜之回憶）、2014年至2016年 |
| 麥美恩（青年） | 沈美華 | 阿華、華姐、高太 皇鷲集團董事 高天鷲之妻，后反目 岑清儀之媳婦 高先柏、高伊娜之養母 莫志輝之表嫂 羅威信、姚文英之天敵，後和好 患有不育症 於第32集得悉高天鷲如何傷害高伊娜而決心與高天鷲反目 於第33集協助高伊娜逃離高天鷲監控，並以高天鷲罪証要求離婚 於第34集與高天鷲反目，並打算勒索高天鷲後與高伊娜前往瑞士，後被馬文泰綁架並被高天鷲虐待至重傷 於第35集逃脫 於第39集與高伊娜和鍾穎到日本沖繩渡假 | 1985年、1990年（沈美華之回憶）                 |
| 梁 琤          | 沈美華 | 阿華、華姐、高太 皇鷲集團董事 高天鷲之妻，后反目 岑清儀之媳婦 高先柏、高伊娜之養母 莫志輝之表嫂 羅威信、姚文英之天敵，後和好 患有不育症 於第32集得悉高天鷲如何傷害高伊娜而決心與高天鷲反目 於第33集協助高伊娜逃離高天鷲監控，並以高天鷲罪証要求離婚 於第34集與高天鷲反目，並打算勒索高天鷲後與高伊娜前往瑞士，後被馬文泰綁架並被高天鷲虐待至重傷 於第35集逃脫 於第39集與高伊娜和鍾穎到日本沖繩渡假 | 1995年、2014年至2016年                         |
| 张致恒         | 高先柏 | Piscine、Pi 大律師／皇鷲集團法律顧問 阿里之子 高天鷲、沈美華之養子，后与高天鷲反目 岑清仪之無血緣關係孙兒 高伊娜之兄 莫志輝之表侄 鍾穎之男友 罗威信、姚文英之天敌，后和好 有吸毒史，於第1集吸毒駕駛導致車禍 喜歡音樂 於第17集自立門戶，開設柏西律師行 於第22集被高天鷲利用，參與洗黑錢 於第34集從高伊娜日記中得知高天鷲企圖強姦高伊娜，逐與高天鷲反目 於第34集誤用鏡片刺傷麥偉權，隨後以嚴重傷人罪被捕 於第35集獲釋外出 於第37集因承認所有控罪，原被判監兩年，而減刑一年三個月 | 1995年（童年）、2014年至2016年                 |
| 陳凱琳         | 高伊娜 | Nana、Taka Nana、高小姐 日本田井商事職員，後辭職 阿里之親生女兒 高天鷲之養女及愛慕對象，後反目 沈美華之養女 岑清仪之無血緣關係孙女 高先柏之妹 羅威信之鍾情對象，與其互相愛慕，後為其女友和未婚妻 郭凱琳之情敵 與姚文英不和，後为好友 患有遺傳性紅斑狼瘡症 於第12集與羅威信參觀久米島時發現關永財偽造合約欺騙大嶺婆婆，遂與揭穿關永財，結果引起關永財破壞其租屋及大嶺婆婆之農田 於第13集被關永財誣陷傷人被警方限制離境，遂與羅威信合作利用攝像頭設美人計引關永財撤告及賠償大嶺婆婆之損失 於第13集與羅威信開展感情 於第14集不辭而別離開羅威信 於第15集應高先柏要求回到香港幫忙平息高天鷲和沈美華的冷戰並成功令二人和好 於第16集從高先柏口中得悉羅威信和高天鷲之恩怨 於第18集回到沖繩自立門戶開設風の島商事 於第23集成功揭發和澄清關永財冒充羅信記行騙一事，並為令羅威信死心而欺騙其已有男友 於第24集被關永財襲擊令頭部受傷，使羅威信知悉其患病真相並復合後成為其女友 於第25集告知羅威信高天鷲及沈美華是其養父母 於第26集接受羅威信之求婚 於第28集被高天鷲從鍾穎口中得悉其將與羅威信結婚 於第30集被沈美華威脋要欺騙羅威信簽署土地轉讓協議書 於第31集成功欺騙羅威信簽署土地轉讓協議書，並在羅威信家中險被高天鷲強姦，後被高天鷲以羅威信性命作威脋而被逼回到高天鷲身邊受其監控 於第32集與高天鷲爭執過程中情緒失控，並以刀割脈自殘 於第33集於沈美華協助下共同逃離高天鷲監控 於第34集與打算與沈美華前往瑞士前被馬文泰綁架，並為救沈美華而再險被高天鷲強姦 於第35集於馬文泰和鮑家偉協助下與沈美華逃脫，並重見羅威信和高先柏 於第35集得悉高天鷲為殺其親父之凶手 於第36集被高天鷲手下誘騙而暴露行蹤，被鍾國寶綁架並被高天鷲禁錮，被注射鎮靜劑後再次險被高天鷲侵犯，其後獲救 於第39集與沈美華和鍾穎到日本沖繩渡假 | 1995年（童年）、2011年（回憶）、2014年至2016年 |
| 蘇麗明         | 麗 姐  | 高家管家 | 2014年至2015年                                 |

### 姚家/龍福
| 演員   | 角色   | 介紹 | 出現期間                       |
| 秦 煌  | 姚 亨  | 亨叔 姚文英、姚浩男之父 姚浩天之伯父兼天敵 龍飛之岳父 林淑嫻之堂家翁 | 1990年至2015年                 |
| 趙永洪 | 姚浩天 | 阿天 姚亨之侄子兼天敵 姚文英之堂兄，與其不和 姚浩男之堂兄兼天敵 林淑嫻之男友，後為丈夫 參見羅信記 | 1990年至1992年、2014年至2015年 |
| 張美妮 | 林淑嫻 | 阿嫻 羅信記員工 姚浩天之女友，後為其妻 姚文英、姚浩男之堂嫂 姚亨之侄媳 龍飛之堂舅嫂 參見羅信記 | 2014年至2015年                 |
| 田蕊妮 | 姚文英 | 阿英、英姐 羅信記合伙人 姚亨之長女 姚浩男之姊 姚浩天之堂妹，與其不和 龍飛之妻 龍廣鑫、阮淑娥之媳婦 羅威信之前女友兼生意拍檔 卓靜、郭凱琳之好友 与高伊娜不和，后为好友 高天鷲之天敵 沈美華、高先柏之天敵，後和好 徐知力之暗戀對象 於第39集被龍飛勸服下決定留在澳門繼續經營羅信記 | 1990年至2016年                 |
| 何遠東 | 姚浩男 | 阿男 旅館太子爺 姚亨之子 姚文英之弟 姚浩天之堂弟兼天敵 徐知力之好友 喜歡演戲 於第10集成為龍飛之私人助理 | 1990年至2015年                 |

### 龍家
| 演員   | 角色   | 介紹 | 出現期間                       |
| 余子明 | 龍廣鑫 | 鑫叔 貴興隆老闆 阮淑娥之夫 龍飛之父 姚文英之老爺 與姚文英不和，後和好 於第14集因龍飛失蹤受刺激，導致腦中風 於第16集蘇醒後逐漸康復 | 1990年至2005年、2014年至2015年 |
| 盧宛茵 | 阮淑娥 | 鑫嬸 貴興隆老闆娘 龍廣鑫之妻 龍飛之母 姚文英之奶奶 與姚文英不和，後和好 | 1990年至2005年、2014年至2015年 |
| 阮兆祥 | 龍 飛  | 阿飛、飛哥 保險公司高級職員→臣飛市場廣告策略公司老闆 龍廣鑫、阮淑娥之子 羅威信之好友 姚文英之夫 姚亨之女婿 於第7集與姚浩男辭職 於第14集乘搭飛機時發生撞機意外而失蹤，其後被海盜挾持，於第27集尋回，但患有創傷後遺症並失憶 參見上輯《巨輪》 | 1990年至2016年                 |
| 田蕊妮 | 姚文英 | 倀雞英 龍飛之妻 龍廣鑫、阮淑娥之媳婦 參見姚家 | 2014年至2016年                 |

### 鍾家
| 演員   | 角色   | 介紹 | 登場期間               |
| 黃栢文 | 鍾國寶 | 大寶、大寶哥 前觀塘警署警員兼外圍賭博莊家 鍾穎之父，後反目（但其實仍然關心其），後和好 金運車行老闆 高天鷲之得力助手，後反目 1992年因外圍賭博案罪成入獄 出獄後改行，從事車行工作 於第26集欺騙高天鷲而被麥偉權打瘸一條腿 於第38集與羅威信合作，假裝拔掉維生儀器殺害馬文泰，製造其被殺害假象，後因監守自盜意圖逃亡澳洲前被高天鷲派人開車撞死 名字諧音中國寶 參見上輯《巨輪》 | 1992年、2014年至2015年 |
| 李佳芯 | 鍾 穎  | Wing 辦公室職員 兼職模特兒 鍾國寶之女，後反目（但仍然被他關心），後和好 高先柏之女友，後懷有其嬰兒 於第16集登場 於第30集被高天鷲收賣而和高先柏分手，後復合 於第33集被高先柏揭發其做過援交，被其分手，打算跳海自殺但不逐，被送往醫院。後於第37集與其復合。 於第39集與沈美華和高伊娜到日本沖繩渡假 出現集數：第16集-22集、24集、28集-30集、33集-35集、37集-39集              | 2014年至2015年         |

### 羅信記
- 旗下分店遍及港澳，創業階段參見上輯《巨輪》。

| 演員   | 角色   | 介紹 | 出現期間               |
| 蕭正楠 | 羅威信 | 老闆 與高天鷲反目成天敵 參見羅家 | 2014年至2016年         |
| 田蕊妮 | 姚文英 | 倀雞英、英姐 合伙人 與高天鷲反目成天敵 參見姚家 | 2014年至2016年         |
| 楊 明  | 徐知力 | Luck 車行維修工／羅信記貨運司機／“泰味坊”餐廳老闆（第28-38集） 泰國華僑 喬天生之獄友 羅威信之親信兼好友 Yuki之前男友，被其利用感情 Noon之男友 鮑家偉、姚浩男、肥仔強之好友 與姚浩天不和，被其誣陷 於第3集移居澳門，經喬天生介紹加入羅信記 於第25集交通肇事後，被姚浩天誣陷偷錢 於第26集得知被姚浩天搬弄是非後毆打其，最後辭職 於第28集和阿蕭、Noon一起開設泰國餐廳 於第38集為羅威信頂罪，後入獄 | 2012年、2014年至2015年 |
| 韋家雄 | 司徒標 | 阿標、標哥 羅信記廠房主管 歐陽漢之徒弟 | 2014年至2015年         |
| 劉思希 | 郭凱琳 | 琳琳 羅信記電腦部主管 羅富誠、周玉梅之契女 羅威信、姚文英、龍飛之好友 高伊娜之情敵，後成為好友 於第4集登場 於第10集與羅威信前往日本沖繩尋找原材料 於第14集與羅威信、姚文英回澳門 參見上輯《巨輪》 | 2014年至2015年         |
| 李 岡  | 歐陽漢 | 漢叔 羅信記廠房主管 司徒標之師傅 於第2集辭職並跳槽豪門 於第8集被馬文泰收買，與趙志豐在羅信記的豆沙餅生產線中放蟲，其後於餐廳出現與羅威信、姚浩天見面，之後失蹤 | 2014年                 |
| 彭紀諺 | 趙志豐 | 阿豐 羅信記員工 於第2集辭職並跳槽豪門，後回巢 於第8集被馬文泰收買，與歐陽漢在羅信記的豆沙餅生產線中放蟲，其後失蹤 | 2014年                 |
| 張美妮 | 林淑嫻 | 阿嫻 羅信記員工 姚浩天之女友，後為其妻 姚文英、姚浩男之堂嫂 姚亨之侄媳 龍飛之堂舅嫂 於第6集證實懷有姚浩天的骨肉 於第18集成功產子，取名聰仔 於第27集發現被姚浩天冒充簽名，向羅威信揭發其偷錢一事 | 2014年至2015年         |
| 曾慧雲 | 彩 姐  | 羅信記員工 參見上輯《巨輪》 | 2014年至2015年         |
| 趙永洪 | 姚浩天 | 阿天 姚亨之侄子兼天敵 姚文英之堂兄，與其不和 姚浩男之堂兄兼天敵 林淑嫻之男友，後為其夫 羅信記司機，後為採購部經理 與徐知力不和，並誣陷其 東之好友，後反目 於第6集被羅威信聘為司機 於第23集趁羅威信與姚文英赴日本，企圖監守自盜並暗中收受回佣 於第24集與東合作設計遊戲程式，實為被其私騙其三十萬，後失敗而與其反目 於第25集交通肇事後偷取三十萬並誣陷徐知力 於第26集對徐知力搬弄是非後被其毆打 於第27集遭揭發後被羅威信趕出公司 於第28集投靠高天鷲偷取羅威信之碧山地皮投標價並進入皇鷲集團擔任採購部經理 於第29集被高天鷲誤以為被他出賣，而被高天鷲手下追殺，走投無路後被羅威信勸服並向警察自首 參見上輯《巨輪》 | 2014年至2015年         |
| 易智遠 | 肥仔強 | 羅信記設計部員工 徐知力之好友 | 2014年至2015年         |
| 利穎怡 | 芳     | 羅信記員工 | 2014年至2015年         |
| 周梓盈 | 琴     | 羅信記員工 | 2014年至2015年         |
| 王德基 | 范忠邦 | 羅信記員工 | 2014年至2015年         |
| 劉桂芳 | 燕     | 羅信記員工 | 2014年至2015年         |
| 黃匡翹 | 喜     | 羅信記員工 | 2014年至2015年         |

### 皇鷲集團
- 旗下業務遍及港澳，受澳門政府支持，另有“皇鷲酒店”、“豪門手信”、“金運車行”、“河陽地產”等子公司。

| 演員   | 角色   | 介紹 | 出現其間                       |
| 吳岱融 | 高天鷲 | 鷲哥 皇鷲集團主席 有意進軍手信業 多次策劃破壞羅信記 於第20集被揭為河陽地產大股東 於第21集無條件擱置贊祥大廈收購計劃 於第26集被鍾國寶欺騙而指使麥偉權打瘸其一條腿 於第27集成為鍾國寶之新債主 參見高家        | 1-4、10-39                     |
| 梁 琤  | 沈美華 | 皇鷲集團董事 參見高家 | 1-4、10-39                     |
| 張致恆 | 高先柏 | Pi 皇鷲集團法律顧問 參見高家 | 1-3、10-30、33-35、37          |
| 曾航生 | 莫志輝 | 大摩 豪門手信老闆 岑清儀之表姪 高天鷲之表弟 羅威信之競爭對手 於第4集不獲高天鷲注資 於第11集獲得沈美華資助 於第14集被高天鷲剃去眼眉 于第39集表面上帮高天鹫翻本，实际上与罗威信骗高天鹫回来澳门遭其被警方拘捕 | 1-2、4、7、9-11、14、25、38-39 |
| 黃栢文 | 鍾國寶 | 金運車行老闆 高天鷲之得力助手 參見鍾家 | 1-4                            |
| 曾 敏  | Flora  | 高天鷲之秘書 | 2、10、30-32                   |
| 鄧永健 | 林偉星 | Vincent 高天鷲之手下，主管財務 | 2、10、20、25、33、36-39       |
| 司徒暉 | 麥偉權 | Mark 高天鷲之手下兼保鑣 於第26集受高天鷲指使打瘸鍾國寶一條腿 於第34集誤被高先柏用鏡片刺傷 |                                |
| 林 玥  | 亮     | 高天鷲之手下兼保鑣 |                                |
| 姚宏遠 | 基     | 高天鷲之手下兼保鑣 |                                |

### 盛業糧油/Terri Bar
| 演員   | 角色   | 介紹 | 登場集數                     |
| 徐 榮  | 馬文泰 | Terri、泰哥 澳門黑幫龍頭頭馬／盛業糧油貿易行老闆／“Terri Bar”老闆 高天鷲之手下及兄弟，後反目 阿里之黑道兄弟，後反目 徐知力之前老大 因澳門地溝油案而針對並陷害羅威信，後和好 於第9集勒索羅威信 參見澳門地溝油案 於第19集指使手下殺死喪偈及其女友Yuki 鍾國寶之前債主 於第34集綁架沈美華、高伊娜 於第35集與高天鷲反目並且出賣高天鷲、被高天鷲打斷左手及槍傷 於第38集被羅威信和鍾國寶製造被殺害假象，令高天鷲前往澳門被捕 於第39集甦醒並向澳門警方自首 | 6-9、19、22-27、33-35、38-39 |
| 羅鈞滿 | 鮑家偉 | 寸爆 盛業糧油貿易行營業副總經理 馬文泰之手下 徐知力之好友 於第35集為了保護馬文泰而犧牲，被高天鷲開槍殺死 | 7-9、19-20、22-27、34-35     |
| 袁鎮業 | 龍     | 馬文泰之手下 | 6-9、19、22-27、34           |
| 董敬文 | 虎     | 馬文泰之手下 | 6-9、19、22-27、34           |

### 臣飛廣告策略公司
- 於第10集由龍飛成立，主力策劃宣傳“羅信記”。

| 演員   | 角色   | 介紹 | 登場集數     |
| 阮兆祥 | 龍 飛  | 臣飛市場廣告策略公司老闆 姚文英之夫 姚亨之女婿 第14集失蹤前設計羅信記卡通角色“肥豬豬” 參見龍家                              | 1-14、27-39  |
| 何遠東 | 姚浩男 | 旅館太子爺 於第10集成為龍飛之私人助理 於第11集被演藝學院後補錄取 參見姚家                                                   | 3、5-7、9-10 |
| 黃建東 | 莊禮臣 | Johnson 臣飛市場廣告策略公司合夥人 與上輯《巨輪》角色不同 於第17集意圖賣自己股份解決公司財困，後獲羅威信幫助解困 暗戀郭凯琳 | 10           |
| 李旻芳 |        | 臣飛市場廣告策略公司員工 | 10、17、29   |
| 潘冠霖 | Connie | 臣飛市場廣告策略公司員工 | 10、17、29   |
| 鄭羽宸 | Don    | 臣飛市場廣告策略公司員工 | 10、17、29   |

### 日本田井商事
| 演員     | 角色   | 介紹 | 登場集數                   |
| 莫偉文   | 田 井  | 田井商事董事長 香港華僑 與高伊娜不和 | 10、18、22                 |
| 陳凱琳   | 高伊娜 | Nana、Taka Nana 田井商事職員→風の島商事老闆 於第10集起與羅威信合作，為其日語翻譯 與田井不和 於第14集辭職並離開沖繩 於第15集回香港 於第18集自立門戶開設風の島商事 參見高家 | 4（羅威信之夢境）-6、10-25 |
| Mai Kwan | Momoko | 田井商事職員 高伊娜之同事 | 10、14                     |

### 香港警察／澳門司警
| 演員   | 角色   | 介紹 | 登場集數           |
| 張本立 | 康Sir  | 東九龍重案組警司 | 34                 |
| 李璧琦 | 楊曼芝 | Mandy、Man姐 東九龍重案组總督察 喬天生之好友兼前上司 羅威信之好友 於第3集調查高天鷲非法賭博 於第21集接獲羅威信報警，阻止鍾國寶之手下破壞贊祥大廈 與羅威信及陳家威合作搜查高天鷲的犯罪證據 參見上輯《巨輪》 | 3-4、21、35、38-39 |
| 姚浩政 | 王明德 | 王Sir 東九龍交通意外調查組督察 調查高先柏毒駕肇事案 | 1-2                |
| 李泳豪 | 陳家威 | 阿威、威Sir 香港警察，後辭職 喬天生之前同事兼好友 羅威信之私家偵探兼好友 與羅威信及楊曼芝合作搜查高天鷲的犯罪證據 參見上集《巨輪》                                                                         | 9、33-39           |
| 鄭世豪 | 黎Sir  | 澳門司警 於第36集接獲羅威信線報調查1995年碧山謀殺案，其後帶走高天鷲協助調查 於第37集調查僞造冒簽口供案以及高天鷲涉嫌非法禁錮高伊娜案 於第39集掌握了1995年碧山謀殺案的證據，正式逮捕高天鷲                  | 36-39              |
| 崔錦棠 | 鄺Sir  | 澳門司警 於第36集調查高天鷲涉嫌非法禁錮高伊娜案，最後無法搜集相關證據，以家庭糾紛爲由結案 | 36                 |
| 黃毅進 |        | 澳門司警 於第37集為高伊娜録口供，關於被高天鷲非法禁錮一事，最後因證據不足無法立案 於第39集為馬文泰録口供                                                                                                   | 36-39              |
| 黃長興 | 探員   | 調查高先柏誤傷麥偉權一案 | 34                 |
| 劉天龍 | 曾Sir  | 於第34集在機場護送高伊娜 | 34                 |
| 焦浩軒 | CID    | 東九龍重案组探員 | 21、34、38         |
| 盧偉文 | CID    | 東九龍重案组探員 | 21、34、38         |
| 何俊軒 | Mark哥 | 東九龍重案组探員 參見上集《巨輪》 | 35、38             |
| 何偉業 | 文學禮 | 東九龍重案组探員 參見上集《巨輪》 | 35、38             |

### 與案件相關人物

#### 2014年：毒駕肇事案（第1-2、19集）
| 演員   | 角色   | 角色介紹 | 登場集數 |
| 張致恆 | 高先柏 | Pi 於第1集吸毒駕駛肇事後逃逸 於第2集被警方拘捕 於第3集因警方不起訴而獲釋 參見高家 | 1-3      |
| 田蕊妮 | 姚文英 | 羅信記合伙人，案發時準備回澳門 第1集肇事案唯一目擊證人 援救何伯，並指證高先柏 參見姚家 | 全劇     |
| 楊 明  | 徐知力 | Luck 金運車行修車工 幫高先柏修車，還車時被喬天生跟蹤 案發後被老闆鍾國寶收買，其後辭職並指證高先柏 參見羅信記                                                                                   | 1-5      |
| 何廣沛 | 潘兆昌 | 高先柏之好友 案發前引誘高先柏吸毒 於第2集被收買為高先柏頂罪 | 1-2、19  |
| 李海生 | 何 伯  | 的士司機 與上輯《巨輪》角色不同，但同是的士司機 於第1集被高先柏吸毒後駕駛撞傷 於第2集甦醒，並被高天鷲收買指證潘兆昌 於第19集證實患末期肝癌，併發肺部感染病逝，死前向姚文英交待被高天鷲收買一事 | 1-2、19  |
| 姚浩政 | 王明德 | 王Sir 交通意外調查組督察 調查肇事案 | 1-2      |

#### 2014年：羅信記貨倉縱火案（第2-3集）
| 演員   | 角色   | 角色介紹 | 登場集數 |
| 吳岱融 | 高天鷲 | 疑第2集貨倉縱火案幕後主謀 多次指使手下迫害羅信記 參見高家                                                               | 1-4      |
| 曾航生 | 莫志輝 | 大摩 高天鷲合作夥伴 豪門手信話事人 於第2集縱火案後向羅信記高薪挖角                                                      | 1-2      |
| 劉 江  | 羅富誠 | 於第2集貨倉起火後衝入火場救貨被困，其後被喬天生、羅威信救出 參見羅家                                                    | 1-2      |
| 黃栢文 | 鍾國寶 | 高天鷲之得力助手 於第3集指使手下破壞羅信記工廠水喉 參見鍾家                                                             | 1-4      |
| 蔡國慶 | 郭 叔  | 羅富誠之好友 精通製作杏仁餅 於第2集在羅富誠遊說下出山，幫助羅信記 於第3集因舊病復發，借此敲詐羅富誠未果，其後離開羅信記 | 2-3      |

#### 2014年：非法賭場洗錢案（第2-4集）
| 演員   | 角色   | 角色介紹 | 登場集數 |
| 吳岱融 | 高天鷲 | 利用莫志輝和吳坤洗黑錢 於第4集停止洗錢，並不再注資豪門 參見高家                                                                              | 全劇     |
| 曾航生 | 莫志輝 | 高天鷲之合作夥伴及利用對象 於第4集中止合作                                                                                                   | 1-2、4   |
| 李璧琦 | 楊曼芝 | Mandy、Man姐 重案组總督察 調查高天鷲非法賭博                                                                                                 | 3-4      |
| 陳展鵬 | 喬天生 | 警方線人 於第3集協助楊曼芝調查高天鷲 於第4集與吳坤合作，以搜集高天鷲之罪證 其後要求高天鷲停止迫害羅信記，回澳門時遭吳坤指使手下毆打 參見羅家 | 1-5      |
| 鄭恕峰 | 吳 坤  | 緬甸華僑 與高天鷲合作，借二手車生意洗黑錢 於第4集停止與高天鷲合作，並教訓喬天生                                                              | 3-4      |

#### 2014年：日本沖繩交通事故（第5集）
| 演員                         | 角色   | 角色介紹                                                                                       | 登場集數 |
| 鍾嘉欣                       | 卓 靜  | 婚紗設計師 在日本遭遇交通事故後導致下半身癱瘓 於第5集與喬天生重遇，二人最終結婚 參見羅家、卓家 | 4-5      |
| 李亞男                       | 卓 寧  | 卓靜之姐姐 金城澤之女友，後為其妻子 因卓靜交待，對喬天生隱瞞卓靜的下落 參見卓家                | 4-5、10  |
| 越智俊光 （Ochi Toshimitsu） | 金城澤 | 金城 卓寧之男友，後為其丈夫 日本餐館大廚 曾與卓靜合拍婚紗影片                                  | 4-5、10  |
| 何綺雲                       | Ivy    | 公關公司之高級職員 卓靜之好友 於第4集向羅威信提供卓靜的婚紗影片 參見上輯《巨輪》               | 4        |
| Ota Tamio                    | 牧 師  | 見證喬天生及卓靜的婚禮                                                                         | 5        |

#### 2014年：澳門地溝油案（第6-10集）
| 演員   | 角色   | 角色介紹 | 登場集數 |
| 徐 榮  | 馬文泰 | Terri 黑幫頭目／盛業糧油貿易行老闆 針對羅威信 徐知力之前老大 於第6集以地溝油冒充食油作出售 事敗之後陷害並敲詐羅威信 於第8集收買歐陽漢和阿豐陷害羅威信，並軟禁徐知力 於第9集破壞羅信記十七週年晚會，逼羅威信賠錢並道歉，其後跑路 | 6        |
| 蕭正楠 | 羅威信 | 阿信、花生仔 羅信記老闆 於第7集向警方檢舉盛業糧油 於第8集被馬文泰陷害並敲詐 於第9集向馬文泰賠錢並道歉 於第10集出走日本尋找原材料                                                                                                | 全劇     |
| 楊 明  | 徐知力 | Luck 羅信記貨運司機／泰國華僑 馬文泰之前手下 2012年曾因馬文泰賭局非法賽車輸局而打傷人，其後入獄兩年 於第8集揭發馬文泰惡行被發現，其後被馬文泰打傷並軟禁，後被寸爆放走                                                           | 6-9      |
| 趙永洪 | 姚浩天 | 羅信記司機 懷疑並針對徐知力 於第7集發現徐知力與馬文泰之關係 | 6-8      |
| 李 岡  | 歐陽漢 | 漢叔 羅信記廠房主管 司徒標之師傅 被豪門辭退後被馬文泰收買 利用羅信記舊模具生產假貨 於第8集被徐知力及羅威信認出右手臂疤痕 | 1-2、8-9 |
| 彭紀諺 | 趙志豐 | 阿豐 羅信記員工 於第2集辭職並跳槽豪門，後回巢 被馬文泰收買 於第8集假扮徐知力進入羅信記廠房，在豆沙餅生產線中放蟲，其後失蹤 | 1-2、8   |
| 曾航生 | 莫志輝 | 大摩 豪門手信老闆 於第9集誣告羅信記使用地溝油 於第10集被查出豪門使用地溝油，導致業績倒退，更不獲皇鷲注資 | 7、9-10  |

#### 2014年：日本土地收購案（第12-13集）
| 演員                         | 角色            | 角色介紹 | 登場集數                   |
| 譚偉權                       | 關永財 阿部一郎 | 阿關 日本AS公司職員，香港移民 於第12集帶高伊娜及羅威信介紹久米島，同集因偽造合約被高伊娜揭穿，遂破壞高伊娜之租屋及大嶺婆婆之農田 於第13集自殘並誣陷高伊娜與羅威信傷人，最終在高伊娜設計後妥協，並賠償大嶺婆婆之損失 | 12-13、23-24               |
| 陳凱琳                       | 高伊娜          | Nana、Taka Nana 日本田井商事職員 於第10集起與羅威信合作 於第12集發現關永財偽造合約欺騙大嶺婆婆，遂與關永財反目 於第13集被關永財誣陷傷人被警方限制離境，遂利用攝像頭設美人計引關永財撤告 參見高家                    | 4（羅威信之夢境）-6、10-24 |
| 蕭正楠                       | 羅威信          | 羅信記老闆 於第13集被關永財誣陷傷人被警方限制離境，遂尋找私家偵探調查關永財 參見羅家 | 全劇                       |
| 瀨名波孝子 （Senaha Takako） | 大嶺婆婆        | 日本果農，專種紫薯 丈夫大嶺先生去世前被關永財偽造合约 農田於第12集遭到關永財破壞 | 12-14、25                  |
| 鈴木英哉 （Hideya Suzuki）   | 北野部長        | 關永財之上司 後於23集交待辭退關永財 | 12-13、23                  |
| 渡邊真澄 （Watanabe Masumi） | 阿部幸子        | 關永財之日本妻子 後於23集交代與關永財解除婚約 | 12-13                      |

#### 2014年：天頌航空飛機失聯事故（第14-17、26-27集）
| 演員   | 角色       | 角色介紹 | 登場集數     |
| 阮兆祥 | 龍 飛      | 羅威信之好友 姚文英之夫 於第14集乘搭天頌航空航班SKA3079客機時發生撞機意外並失蹤 其後被海盜挾持，於第27集尋回，但患有創傷後遺症並失憶 參見龍家 | 1-14         |
| 田蕊妮 | 姚文英     | 龍飛之妻 龍廣鑫、阮淑娥之媳婦 於第14集知悉飛機失聯後情緒崩潰，手機Whatsapp收到龍飛失蹤前留言 於第15集與徐知力前往泰國公海尋夫 參見姚家        | 全劇         |
| 楊 明  | 徐知力     | Luck 羅信記貨運司機／泰國華僑 於第15集陪同姚文英前往泰國公海尋找龍飛                                                                          | 6-9          |
| 李沁芯 | 新聞報導員 | 國語報導天頌航空客機失聯事故 | 14           |
| 黃穎君 | 新聞報導員 | 報導天頌航空客機失聯事故 | 9、14、26    |
| 楊瑞麟 | 文先生     | 航空公司負責人 負責接待失聯乘客家屬 與上輯《巨輪》角色不同                                                                                    | 14-15、26-27 |
| 李漫芬 | 職 員      | 航空公司職員 負責接待失聯乘客家屬 | 14-15、26-27 |
| 郭田葰 | 湯醫生     | 龍飛之主診醫生 | 27-29        |

#### 2015年：贊祥大廈收購風波（第18-21集）
- 劇中贊祥大廈於第19集時位於深水埗區，第20集時卻變成位於觀塘區，出現犯駁。

| 演員   | 角色       | 角色介紹 | 登場集數              |
| 余子明 | 龍廣鑫     | 鑫叔 貴興隆老闆 阮淑娥之夫 龍飛之父 姚文英之老爺 贊祥大廈業主 於第19集遭鍾國寶手下威脅                              | 1、9-10、13-14、16    |
| 盧宛茵 | 阮淑娥     | 鑫嬸、龍太 姚文英之奶奶 贊祥大廈業主 拒絕賣樓給高天鷲 參見姚家                                                      | 1、7-10、13-17        |
| 田蕊妮 | 姚文英     | 龍飛之妻 龍廣鑫、阮淑娥之媳婦 與高天鷲、沈美華、高先柏反目 與阮淑娥一同拒絕賣樓 參見姚家                            | 全劇                  |
| 林宥喬 | 地產代理   | 河陽地產代理 高先柏之下屬 有意收購贊祥大廈                                                                          | 18、20                |
| 張致恆 | 高先柏     | Pi 皇鷲集團法律顧問 高天鷲、沈美華之養子 柏西律師樓老闆 與父親高天鷲有意收購贊祥大廈 於第20集被揭發欺騙業主簽約賣樓 | 1-3、10-11、14-15、18 |
| 鍾志光 | 周老闆     | 食肆老闆 贊祥大廈業主                                                                                               | 20                    |
| 區靄玲 | 周老闆之妻 | 食肆老闆娘 贊祥大廈業主                                                                                             | 20                    |
| 朱滙林 | 葉律師     | 贊祥大廈業主之代理律師                                                                                              | 20                    |
| 章景恆 | 鐵         | 鍾國寶之手下 於20-21集前往贊祥大廈騷擾業主                                                                          | 20-21                 |
| 吳曠利 | 石         | 鍾國寶之手下 於20-21集前往贊祥大廈騷擾業主                                                                          | 20-21                 |
| 盧峻峯 | 金         | 鍾國寶之手下 於20-21集前往贊祥大廈騷擾業主                                                                          | 20-21                 |

#### 2015年：羅信記遭冒充行騙案（第23-24集）
| 演員                         | 角色            | 角色介紹 | 登場集數                   |
| 譚偉權                       | 關永財 阿部一郎 | 阿關 前日本AS公司職員，香港移民 於第23集被揭發冒充羅威信行騙，其後被日本警方通緝 於第24集被高伊娜揭發後欲殺害其未遂，最終被捕           | 12-13、23-24               |
| 陳凱琳                       | 高伊娜          | Nana、Taka Nana 日本風の島商事職員 於第23集起與羅威信、姚文英合作 於第24集險遭關永財殺害而撞昏，隨後紅斑狼瘡症惡化，併發關節炎 參見高家 | 4（羅威信之夢境）-6、10-39 |
| 蕭正楠                       | 羅威信          | 羅信記老闆 於第23集與姚文英再次前往日本沖繩尋找原材料 參見羅家                                                                          | 全劇                       |
| 川崎智也 （Tomoya Kawasaki） | 佐藤社長        | 沖繩工廠老闆 有意與羅信記合作 | 22-23                      |
| Yuichiro Hara                | 社 長           | 被關永財冒充羅威信行騙 | 23                         |
| Arata                        | 社 長           | 被關永財冒充羅威信行騙 | 23                         |

#### 2015年：肇事失竊案（第25-27集）
| 演員   | 角色   | 角色介紹 | 登場集數                       |
| 楊 明  | 徐知力 | Luck 羅信記貨運司機／泰國華僑 羅威信之親信 與姚浩天不和，被其誣陷 於第25集交通肇事後，被姚浩天誣陷偷錢 於第26集得知被姚浩天搬弄是非後毆打其，最後辭職 參見羅信記 | 1-9、11、13-26、28、32-39      |
| 張美妮 | 林淑嫻 | 羅信記員工 姚浩天之妻子，後鬧離婚 於第25集交通肇事前，提包內有30萬現金 於第27集發現被姚浩天冒充簽名，向羅威信揭發丈夫偷錢一事 參見羅信記 | 1-2、4、6-9、11、13、16、18-29 |
| 趙永洪 | 姚浩天 | 姚亨之侄子兼天敵 姚文英之堂兄，與其不和 姚浩男之堂兄兼天敵 林淑嫻之丈夫，後鬧離婚 與徐知力、羅威信不和 參見姚家 於第23集趁羅威信與姚文英赴日本，企圖監守自盜並暗中收受回佣 於第24集與東合作設計遊戲程式，實為被其私騙其三十萬，後失敗而與其反目 於第25集交通肇事後偷錢，並誣陷徐知力 於第26集對徐知力搬弄是非後被其毆打 於第27集遭揭發後被羅威信趕出公司 | 6-9、11、18-29                 |

#### 2015年：澳門碧山地皮競標案（第28-31集）
| 演員   | 角色   | 角色介紹 | 登場集數                   |
| 趙永洪 | 姚浩天 | 姚亨之侄子兼天敵 姚文英之堂兄，與其不和 姚浩男之堂兄兼天敵 林淑嫻之丈夫，後鬧離婚 與徐知力、羅威信不和 參見姚家 於第28集投靠高天鷲偷取羅威信之碧山地皮投標價並進入皇鷲集團擔任採購部經理 於第29集被高天鷲誤以為被他出賣，而被高天鷲手下追殺，走投無路後被羅威信勸服並向警察自首 | 6-9、11、18-29             |
| 陳凱琳 | 高伊娜 | Nana、Taka Nana 羅威信之女友 於第30集接受其養母沈美華之勸告，欺騙羅威信簽約賣碧山地皮給高天鷲 參見高家 | 4（羅威信之夢境）-6、10-39 |
| 蕭正楠 | 羅威信 | 羅信記老闆 於第28集投標買碧山地皮成功 參見羅家 | 全劇                       |

#### 2015年：高天鷲企圖強姦案（第31-34集）
| 演員   | 角色   | 角色介紹 | 登場集數                   |
| 吳岱融 | 高天鷲 | 鷲哥 於第31集企圖強姦高伊娜，後以羅威信性命作威脋而逼高伊娜回到身邊，並向羅威信騙稱高伊娜是她女朋友而非養女以致羅威信高伊娜二人反目 於第32集高伊娜割脈自殘後無意得悉高伊娜患有紅斑狼瘡症 於第34集把沈美華打至重傷，以此要脅高伊娜並再次企圖強姦高伊娜 參見高家 | 1-4、10-39                 |
| 陳凱琳 | 高伊娜 | Nana、Taka Nana 羅威信之女友 於第31集憶起4年前高天鷲對自己露出邪念的眼神，及上次回港時高天鷲偷窺她洗澡以致她兩次遠走沖繩迴避高天鷲 於第31集由於被高天鷲發現藏身沖繩而馬上回澳門找尋羅威信 於第31集成功欺騙羅威信簽署土地轉讓協議書，並在羅威信家中險被高天鷲強姦，後被高天鷲以羅威信性命作威脋而被逼回到高天鷲身邊受其監控 於第32集與高天鷲爭執過程中情緒失控，並以刀割脈自殘 於第33集於沈美華協助下共同逃離高天鷲監控 於第34集與打算與沈美華前往瑞士前被馬文泰綁架，並為救沈美華而再險被高天鷲強姦 參見高家 | 4（羅威信之夢境）-6、10-39 |
| 梁 琤  | 沈美華 | 皇鷲集團董事 於第32集得悉高天鷲如何傷害高伊娜而決心與高天鷲反目 於第32集高伊娜割脈自殘後無意得悉高伊娜患有紅斑狼瘡症 於第33集協助高伊娜逃離高天鷲監控，並以高天鷲罪証要求離婚 於第34集與高天鷲反目，並打算勒索高天鷲後與高伊娜前往瑞士，後被馬文泰綁架並被高天鷲虐待至重傷 參見高家 | 1-4、10-39                 |
| 蕭正楠 | 羅威信 | 羅信記老闆 於第31集誤會高伊娜存心欺騙 於第32集向沈美華告知高天鷲與高伊娜可能有不尋常關係，並找私家偵探監視高天鷲 於第33集得悉自己誤會高伊娜 於第34集從高先柏口中得知高伊娜曾險被高天鷲侵犯 參見羅家 | 全劇                       |

#### 1995、2015年：澳門碧山藏屍案（第35-39集）
| 演員   | 角色         | 角色介紹 | 登場集數                  |
| 陳彼得 | 阿里・卡普爾 | 阿里 印度人 高先柏、高伊娜之生父 高天鷲、馬文泰之黑道兄弟，後反目 1995年8月8日與高天鷲因分贓不均發生爭拗，最終被高天鷲殺死，屍體被馬文泰埋於碧山 其屍體骸骨於第36集被發現 | 35（馬文泰之回憶）        |
| 吳岱融 | 高天鷲       | 鷲哥 二十年前將阿里・卡普爾殺死，其後跑路 參見高家 於第36集以非法禁錮和謀殺兩宗罪名被捕 於第37集獲釋外出 於第39集被羅威信設局引回澳門而被警方拘捕及入獄 | 1-4、10-39                |
| 徐 榮  | 馬文泰       | Terri 高天鷲之手下及兄弟 二十年前將阿里・卡普爾之屍體埋在澳門碧山地皮，並將兇刀藏於舊屋，其後逃至台灣 於7月28日（第35集）出賣高天鷲、被高天鷲打斷左手及槍傷，昏迷前向羅威信及徐知力揭發高天鷲殺人，其後入院 於8月4日（第39集）醒來，並到澳門自首並指證高天鷲，令到多了三年的追訴期限 | 6-9、19、22-27、33-35、39 |

### 其他演員
| 演員   | 角色         | 介紹 | 登場集數              |
| 李綺雯 | Yuki         | 徐知力之前女友，利用其感情，並騙走其外婆生前存款30萬 於第19集被馬文泰手下殺害                                | 16、19                |
| 陳志健 | 喪 偈        | Yuki之男友 馬文泰之死敵 於第19集被馬文泰手下殺害                                                             | 19                    |
| 馮子森 | 聲           | |                       |
| 范仲   | 發           | |                       |
| 蔡康年 | 錢主席       | 富豪 | 1、38-39              |
| 邵卓堯 | 嚴律師       | | 2                     |
| 曾琬莎 | Cindy        | 秘書 |                       |
| 楊斯雅 | 接待員       | | 2                     |
| 譚永浩 | 記 者        | |                       |
| 尹詩沛 | Bo Bo        | 姚浩男之損友 於第6集陷害姚浩男性騷擾並敲詐姚家，其後失敗                                                     | 3、6                  |
| 余應彤 | Wet仔        | Bo Bo之好友 於第6集與BoBo一齊欺負姚浩男，其後合夥破壞龍福大旅館並敲詐姚家                                    | 3、6                  |
| 李嘉晉 | Wet仔        | Bo Bo之好友 於第6集與BoBo一齊欺負姚浩男，其後合夥破壞龍福大旅館並敲詐姚家                                    | 3、6                  |
| 張彥博 | Wet仔        | Bo Bo之好友 於第6集與BoBo一齊欺負姚浩男，其後合夥破壞龍福大旅館並敲詐姚家                                    | 3、6                  |
| 陳俊堅 | Wet仔        | Bo Bo之好友 於第6集與BoBo一齊欺負姚浩男，其後合夥破壞龍福大旅館並敲詐姚家                                    | 3、6                  |
| 何沛霖 | Wet仔        | Bo Bo之好友 於第6集與BoBo一齊欺負姚浩男，其後合夥破壞龍福大旅館並敲詐姚家                                    | 3、6                  |
| 陳婉婷 | Wet妹        | Bo Bo之好友 於第6集與BoBo一齊欺負姚浩男，其後合夥破壞龍福大旅館並敲詐姚家                                    | 3、6                  |
| 楊家寶 | Wet妹        | Bo Bo之好友 於第6集與BoBo一齊欺負姚浩男，其後合夥破壞龍福大旅館並敲詐姚家                                    | 3、6                  |
| 鍾鈺精 | 荷 官        | 緬甸網上賭場荷官                                                                                             | 3                     |
| 鍾鈺精 | 美 女        | | 26                    |
| 鍾鈺精 | 侍 應        | | 28                    |
| 鍾鈺精 | 接待員       | | 30                    |
| 吳展驊 | 手 下        | |                       |
| 黃榮燊 | 手 下        | |                       |
| 羅浩銘 | 泰 臣        | 姚浩男之朋友                                                                                                 | 5-6                   |
| 容天佑 | Jimmy        | | 6                     |
| 廖麗麗 | 順 姐        | 龍福員工 | 6、9、11              |
| 丁主惠 | 崔玲玉       | 阮淑娥之表妹 龍飛之表姨 口頭禪：「對不對」                                                                   | 7、9、14、17          |
| 吳雲甫 | 大佬B        | |                       |
| 曹思詩 | 少 女        | |                       |
| 彭慧中 | 少 女        | |                       |
| 霍健邦 | 刀 疤        | |                       |
| 阮 兒  | 主持人       | |                       |
| 馬貫東 | 導 演        | |                       |
| 莫家淦 | 導 演        | |                       |
| 李天縱 | 奶 茶        | 模特 於第12集成為皇鷲集團之代言人                                                                            | 11-12                 |
| 吳幸美 | Amy姐        | 主持人 | 11-12                 |
| 楊家寶 | 老人院員工   | | 11                    |
| 朱斐斐 | 老人院員工   | | 11                    |
| 陳靖雲 | 記 者        | | 11                    |
| 王靖怡 | 記 者        | | 11                    |
| 朱樂洺 | 記 者        | | 11                    |
| 楊嘉欣 | 婦女會員工   | | 11                    |
| 林子博 | 大 佬        | | 11                    |
| 孫慧雪 | 女友人       | 沈美華青年時期之朋友                                                                                         | 11                    |
| 李忠希 | 賭 客        | | 11                    |
| 趙璧渝 | 護 士        | | 11                    |
| 江富強 | 黑幫手下     | | 11                    |
| 戴耀明 | 黑幫手下     | | 11                    |
| 蕭凱欣 | 同 學        | 姚浩男之同學                                                                                                 | 11                    |
| 陳潔玲 | 同 學        | 姚浩男之同學                                                                                                 | 11                    |
| 關浩揚 | 經理人       | |                       |
| 林泳淘 | 美 女        | |                       |
| 林泳淘 | 侍 應        | | 28                    |
| 林泳淘 | 接待員       | | 30                    |
| 黃耀煌 | 鍾醫生       | 高伊娜之中學學長                                                                                             |                       |
| 張雪瑩 | 護 士        | |                       |
| 譚嘉儀 | 歌 手        | | 18                    |
| 林師傑 | 歌 手        | | 18                    |
| 彭美嫦 | 歐佩倩       | 九婆婆 徐知力之亡外婆                                                                                        | 19                    |
| 趙樂賢 | Michael      | | 19、21                |
| 李晉強 | 酒 客        | | 19                    |
| 李晉強 | 醫 生        | | 26                    |
| 梁博恩 | 喪偈手下     | 黑幫 喪偈之手下                                                                                              | 19                    |
| 黃得生 | 喪偈手下     | 黑幫 喪偈之手下                                                                                              | 19                    |
| 沈愛琳 | 新聞主播     | | 19、38                |
| 魏惠文 | 經 理        | |                       |
| 蔡曜力 | Patrick      | 高先柏之司機                                                                                                 |                       |
| 曾守明 | 勝 哥        | 食品代理 商於第20集起與姚浩天合作，多次向其行賄，後於第24集反目                                              | 20-21、23             |
| 蕭徽勇 | 阿 蕭        | 泰國華僑 徐知力之好友 Noon之表哥 第28集同徐知力、Noon一起開設泰國餐廳                                        | 18、28、32、34-35、37 |
| 沈卓盈 | Susan        | 鍾穎之好友                                                                                                   | 21、30、33            |
| 曾海昌 | 物流公司職員 | |                       |
| 曾海昌 | 線 人        | |                       |
| 陳華鑫 | 歌 手        | | 22                    |
| 郭子豪 | 手 下        | |                       |
| 梁 茵  | 骨 妹        | |                       |
| 郭千瑜 | 骨 妹        | |                       |
| 泰 臣  | 東           | 遊戲程式公司的老闆 姚浩天之好友，後反目 於第24集與姚浩天合作設計遊戲程式，實為斯騙其三十萬，後失敗而與其反目 | 24-26                 |
| 馮秀華 | 美 女        | |                       |
| 麥皓兒 | 骨灰龕職員   | | 26                    |
| 冼灝英 | 黑 柴        | 黑幫頭目 與馬文泰不和                                                                                        | 27                    |
| 劉嘉琪 | 珠寶店店員   | | 28                    |
| 林淑敏 | Mon姐        | 鍾穎兼職模特兒時的經理人                                                                                     | 30、33                |
| 李悅瀚 | Kinson       | | 30                    |
| 李君妍 | Noon         | 泰國華僑 蕭之表妹 徐知力之現任女友，與其打理餐廳生意                                                         | 32、34-35、37         |
| 鄭嘉豪 | 醫 生        | | 32、38                |
| 陳嘉輝 | 洪律師       | 郭凱琳之好友 羅威信之辯護律師                                                                                | 33、37-38             |
| 煒 烈  | 琛 哥        | 台灣黑幫 高天鷲、高先柏之合作夥伴                                                                            | 22、33、36            |
| 葉家泓 | 手 下        | 琛哥之手下                                                                                                   | 22、38                |
| 許家傑 | Billy仔      | 醉客 被高天鷲收買而放跟踪器在馬文泰身上                                                                      | 35                    |
| 丘梓謙 | 宏           | 私家偵探 陳家威之同事                                                                                        | 35-36                 |
| 李子奇 | 鄧律師       | 高天鷲之辯護律師                                                                                             | 36-37、39             |
| 繆家慶 | 手 下        | 鍾國寶之手下 於第36集劫持高伊娜                                                                              | 36                    |
| 吳偉豪 | 手 下        | 鍾國寶之手下                                                                                                 | 36                    |
| 周嘉洛 | 手 下        | 鍾國寶之手下                                                                                                 | 36                    |
| 阮浩棕 | 檢察官       | 澳門刑事起訴法庭檢察官                                                                                       | 37                    |
| 王鎮泉 | 法 官        | 澳門刑事起訴法庭法官                                                                                         | 37                    |
| 徐玟晴 | 病 人        | 於第38集被锺國寶手下劫持                                                                                     | 38                    |

## 劇情牽涉到的歷史事件
有別於上一輯，今輯插播的新聞片段，大多數與劇情毫無關係，只有少數歷史事件被改編加進劇情內。
- 2014年、2015年：香港佔領中環、雨傘運動、地產霸權（第1集）
- 2015年：筲箕灣避風塘三級火警（第1、18集）
- 2014年：台灣、香港、澳門地溝油風波（第6-9集）
- 2014年：《明報》總編輯劉進圖遇襲案（第9集）
- 2014年：香港高鐵超支延誤事件（第9集）
- 2014年：馬來西亞航空370號班機空難（第14-15、18集）
- 2015年：德國之翼航空9525號班機空難（第18集）
- 2015年：羅君兒綁架案（第18集）
- 2015年：香港立法會政改表決事件（第18集）
- 2015年：香港食水管路含重金屬超標事件（第18集）

本劇於2015年製作，當時未發生的事件巧合出現於劇情內（未發生的事件可能參考本劇集）：
- 2016年：網絡惡搞《雞，全部都係雞》熱潮[3]（第30集）
- 2021年：影射周焯華被捕 (第39集)

## 收視
以下為本劇於香港無綫電視翡翠台之收視紀錄：
| 週次 | 集數   | 日期                     | 平均收視 | 最高收視 | 備註                                        |
| 1    | 1－5   | 2016年8月29日－9月2日    | 24點     | 26點     | 平均收視23.5點                              |
| 2    | 6－10  | 2016年9月5日－9月9日     | 22點     | 27點     | 平均收視22.2點                              |
| 3    | 11－15 | 2016年9月12日－9月16日   | 21點     | 28點     | 平均收視20.8點                              |
| 4    | 16－20 | 2016年9月19日－9月23日   | 23點     | 29點     | 平均收視22.9點                              |
| 5    | 21－25 | 2016年9月26日－9月30日   | 21點     | 28點     | 平均收視21.1點                              |
| 6    | 26－30 | 2016年10月3日－10月7日   | 23點     | 28點     | 平均收視23.3點                              |
| 7    | 31－35 | 2016年10月10日－10月14日 | 25點     | 27點     | 平均收視25.3點                              |
| 8    | 36－39 | 2016年10月18日－10月21日 | 28點     | 35點     | 平均收視27.5點 大結局平均收視33點，最高35點 |
| 全劇 | 全劇   | 全劇                     | 23點     | 35點     |                                             |

## 獎項及提名

### 萬千星輝頒獎典禮2016
| 獎項               | 單位                     | 結果             |
| ------------------ | ------------------------ | ---------------- |
| 最佳劇集           | 巨輪II                   | 提名             |
| 最佳男主角         | 蕭正楠                   | 提名             |
| 最佳女主角         | 田蕊妮                   | 提名（最後五強） |
| 最佳男配角         | 吳岱融                   | 提名（最後五強） |
| 最佳女配角         | 梁琤                     | 提名             |
| 最受歡迎電視男角色 | 吳岱融                   | 提名             |
| 最受歡迎電視男角色 | 阮兆祥                   | 提名             |
| 最受歡迎電視女角色 | 陳凱琳                   | 提名             |
| 飛躍進步男藝員     | 何廣沛                   | 提名             |
| 飛躍進步女藝員     | 李佳芯                   | 獲獎             |
| 最受歡迎劇集歌曲   | 誰可改變（主唱：陳展鵬） | 提名             |
| 專業演員大獎       | 秦煌                     | 獲獎             |

### 星和無綫電視大獎2016
| 獎項                  | 單位                     | 結果 |
| --------------------- | ------------------------ | ---- |
| 我最愛TVB電視劇集     | 巨輪II                   | 提名 |
| 我最愛TVB女主角       | 陳凱琳                   | 提名 |
| 最佳男配角            | 楊明                     | 提名 |
| 我最愛TVB電視男角色   | 蕭正楠 (羅威信)          | 獲獎 |
| 我最愛TVB電視男角色   | 楊明 (徐知力)            | 提名 |
| 我最愛TVB電視女角色   | 田蕊妮 (姚文英)          | 獲獎 |
| TVB飛躍進步藝人       | 楊明 李佳芯              | 獲獎 |
| TVB最佳新人           | 何廣沛                   | 獲獎 |
| 我最愛TVB熒幕情侶     | 蕭正楠、陳凱琳           | 提名 |
| 我最愛TVB電視劇集歌曲 | 誰可改變 (主唱：陳展鵬） | 提名 |

### TVB 馬來西亞星光薈萃頒獎典禮2016
| 獎項                     | 單位           | 結果           |
| ------------------------ | -------------- | -------------- |
| 最喜愛TVB電視劇集        | 巨輪II         | 提名           |
| 最喜愛TVB男主角          | 蕭正楠         | 提名           |
| 最喜愛TVB男配角          | 吳岱融         | 提名           |
| 最喜愛TVB男配角          | 阮兆祥         | 提名           |
| 最喜愛TVB女配角          | 梁琤           | 提名           |
| 最喜愛TVB飛躍進步男藝員  | 何廣沛         | 提名(最後三強) |
| 最喜愛TVB熒幕情侶        | 蕭正楠、陳凱琳 | 提名           |
| 最喜愛TVB電視角色        | 蕭正楠(羅威信) | 提名           |
| 2016年紅爆網絡新鮮人大獎 | 李佳芯         | 提名           |

## 軼事
- 上集的編審為吳肇銅，此集改由鄭成武編審。
- 此劇是趙永洪、張美妮繼《衝呀！瘦薪兵團》後再度飾演夫妻。
- 此劇是盧宛茵與阮兆祥繼《錦繡良緣》、《真相》、《巨輪》後第四度飾演母子。
- 此劇是吳岱融回巢並出演劇集《刀下留人》之後首度參演的時代劇集，兼繼亞洲電視《危險人物》、《香港奇案實錄》和該劇後再次飾演反派，随后他在无线剧集的《隐门》再饰演相同性质反派角色，但并不像此剧一样被坐牢，反而命丧在黄智雯手上。
- 此劇全劇原本合共40集，後被刪剪一集為39集，原因不明。
- 李司棋已於續集開拍前約滿並離開無綫，無參演此劇，其飾演角色「周玉梅」僅在眾人口述及回憶中、長途電話及照片中出現。
- 部分沒有參演此劇的第一輯演員如張繼聰（姜勇）、黃嘉樂（喬偉健）、李國麟（喬森）、貝安琪（花比奧）於本劇更沒有進一步交代其去向/下場。
- 此劇飾演男女朋友的萧正楠與陳凱琳，現實中年齡相差14歲。
- 此劇是李亞男在無綫電視的告別作。
- 此劇遠赴日本沖繩、久米島拍攝，並有當地日本演員客串，片尾以英文顯示。
- 此劇並未在泰國取景，第15至16集劇情涉及的泰國公海區域，實際上是在西貢海域一帶拍攝[5]。
- 此劇是煒烈以「特約演員」身份參演，最初在其出場集數末尾的演員表並無留名，直至第36集末尾演員表上留名。
- 此劇男女主角原定由陳展鵬、鍾嘉欣主演，但因陳展鵬同時要拍攝《城寨英雄》，而鍾嘉欣同時則要拍攝《警犬巴打》，故改由蕭正楠及田蕊妮為男女主角，陳凱琳為第二女主角，喬天生與卓靜的故事結局未能更加圓滿，只能夠客串1-5集。
- 此劇的主題曲《誰可改變》名稱與1984年劇集《天師執位》的主題曲是相同名稱的，但歌詞內容沒有關聯，而兩者的演唱者也不是同一人。
- 此劇的第二女主角陳凱琳大受觀眾批評，加上整套劇集表現參差，觀眾亦指巨輪2第5集已能夠成為巨輪的大結局。
- 此劇播映6年後發生周焯華案，案情與劇中高天鷲的經歷近乎相同，非常巧合。

## 迴響

### 主題曲
前作《巨輪》的主題曲《巨輪》由蕭正楠、陳展鵬合唱（葉肇中、鄧智偉作曲，林日曦填詞）在前作首播時深受歡迎。在續集播前廣告和第1集，亦以前作主題曲作序。但自第1集片尾後則使用前作男主角陳展鵬主唱的《誰可改變》（張家誠作曲，楊熙填詞）作全劇主題曲，卻被指“新不如舊”。及後前作主題曲在第9集羅威信回憶羅信記十七年的經歷時再次播出。

### 劇情
本劇首播前三週，平均收視下跌至20.8點，更被狠批不如前一輯，劇情拖沓，節奏緩慢，更有不少觀眾及網民要求腰斬此劇。不過根據劇情預告，高天鷲（吳岱融飾）對養女高伊娜（陳凱琳飾）疑似發展父女曖昧，甚至從第31集開始出現強暴戲等大尺度劇情，引發觀眾及網民直指「《巨輪II》變亂倫」。值得一提的是，本劇更是繼《金枝慾孽貳》以來，再一次「收視低迷」的續集（該劇收視率平均只有20點左右，最低更一度只有19點）。

### 5集大結局
本劇第5集終於交待卓靜（鍾嘉欣飾）前往日本經營婚紗設計，但三個月前在日本沖繩因為一場交通意外，導致下半身癱瘓，為不想拖累喬天生（陳展鵬飾）而讓其姐姐卓寧（李亞男飾）向喬天生隱瞞其下落。但最終喬天生及其弟羅威信經過一番努力，終於在日本沖繩重遇卓靜，喬天生與卓靜二人因此和好，並順利結婚。雖以客串身份演出，二人在演技上均絕不欺場，使不少觀眾紛受感動，更稱「有情人終成眷屬」。惟由於二人原是前作男女主角，結婚場面後不會再於續集中現身，以及由第5集開始，本劇女主角陳凱琳會出場，故眾多網民譏為第5集大結局。

### 置入式行銷
本劇繼前作《巨輪》之後，繼續由澳門鉅記餅家贊助，亦再次被指置入式行銷。另外，由於不少情節都是在日本沖繩及久米島實景拍攝，甚至以拍攝當地風景以代替劇情“充數”的情況，被指極似沖繩旅遊特輯而非一般劇集。

### 角色設定
本劇開拍時，劇組曾宣稱乃前作《巨輪》的“原班人馬”參演劇集，但角色設定方面，主要保留參演羅家、姚家、“羅信記”員工的演員，並增加已回巢的吳岱融、梁琤等資深演員。然而前作深受觀眾歡迎的螢幕情侶鍾嘉欣及陳展鵬卻以“特别客串”的身份出演續集，甚至劇集巡禮片中都未提及二人的角色，只是將演員陳展鵬置於最初宣傳海報當中吸納廣告商，正式海報卻將二人照片放在左下角並標明為“特別演出”，引起不少觀眾及視迷的失望；但亦有部分觀眾關注二人飾演的角色喬天生與卓靜在續集的感情結果。相反，近年來被TVB極為力捧，並在多部劇集飾演重角的2013年港姐冠軍陳凱琳，在此劇飾演女主角高伊娜，與男主角蕭正楠合作飾演情侶，戲份較重，相關安排更引起不少網民的不滿，甚至在劇情未發展至第5集陳凱琳出場前，已有不少針對陳凱琳演技的投訴。
結果此劇播出以後，陳凱琳在《巨輪II》的演技備受批評，甚至被指影響收視。而在劇情發展初段和中段，其演出亦如預期備受批評，唯到劇情末段，她飾演的高伊娜多次在劇中被養父企圖強姦，部份網民亦認為其表現雖仍有很大進步空間，但對比之前的劇集亦算略有進步。而飾演其養父的吳岱融在此劇的大反派演出則讓觀眾注目，網民更以「一個高天鷲救起整套劇」盛讚其演技精湛，還推舉他為《萬千星輝頒獎典禮2016》「最佳男主角」。此角色也使吳岱融首度獲提名《TVB 馬來西亞星光薈萃頒獎典禮2016》「最喜愛TVB男配角」、《萬千星輝頒獎典禮2016》「最佳男配角」及「最受歡迎電視男角色」。

### 大結局
- 《巨輪II》最終於第39集結局中交待高天鷲（吳岱融飾）最終落網入獄，但沒有明言高天鷲的最終下場；而高天鷲的養女Nana（陳凱琳飾）與Wing（李佳芯飾）及母親沈美華（梁琤飾）亦去了日本沖繩散心，男主角羅威信（蕭正楠飾）的終生大事未有定論；而羅威信與姚文英（田蕊妮飾）在大結局中出現反面，文英更因為不認同羅威信報復高天鷲的手段而拆股，最終在龍飛（阮兆祥飾）說出文英的心聲，二人最後言和。有網媒、網民猜測TVB也許會再添食，拍攝續集《巨輪III》[24]。但亦有網民批評大結局太草率，平平無奇，幾乎「爛尾」，繼《金枝慾孽貳》後「拍得太差」的續集。其後監製解釋這樣做是留有伏筆，並且有機會開拍第三輯。
- 《巨輪II》大結局，平均收視33.3點，最高收視35.2點，成為自2014年以來最高收視的大結局。適逢當晚颱風海馬襲港，也帶挈了收視上升。 [25] [26]

## 記事
- 2015年7月7日：此劇於12:30在將軍澳電視廣播城一廠Common Room舉行造型記者會。
- 2015年7月27日：此劇於15:00在將軍澳電視廣播城十二廠舉行開鏡拜神儀式。
- 2016年8月26日：此劇於12:00在澳門大三巴鉅記餅家舉行「羅信記周年誌慶」宣傳活動。
- 2016年8月27日：製作特輯《巨輪II 挑戰新時代》於22:30-23:00在翡翠台播映。
- 2016年8月28日：此劇於15:00在馬鞍山西沙路628號新港城中心L2天幕廣場舉行「新時代．新挑戰」宣傳活動。[27][28]
- 2016年10月9日：此劇於12:00在深水埗基隆街天橋、深水埗欽州街37號西九龍中心一樓大堂舉行「巨龍鬧市闖」宣傳活動。
- 2016年10月16日：此劇於13:00在油塘大本型商場地下中庭舉行「羅威信命運預告」宣傳活動。
- 2016年10月17日：由於播映《跳躍飛騰TVB邁向50周年》，此劇暫停播映。

## 外部連結
- 巨輪II - myTV SUPER[]

## 電視節目的變遷
| 香港 無綫電視翡翠台 星期一至五 20:30 - 21:30 · 10月17日 暫停播映 | 香港 無綫電視翡翠台 星期一至五 20:30 - 21:30 · 10月17日 暫停播映 | 香港 無綫電視翡翠台 星期一至五 20:30 - 21:30 · 10月17日 暫停播映 |
| ---------------------------------------------------------------- | ---------------------------------------------------------------- | ---------------------------------------------------------------- |
|                                                                  | 巨輪II （2016-08-29 - 2016-10-21）                               |                                                                  |
| 超能老豆 （2016-08-01 - 2016-08-26）                             | 幕後玩家 （2016-10-24 - 2016-12-09）                             |                                                                  |

| 马来西亚 Astro On Demand、Astro On Demand HD 星期一至五 20:30 - 21:30 · | 马来西亚 Astro On Demand、Astro On Demand HD 星期一至五 20:30 - 21:30 · | 马来西亚 Astro On Demand、Astro On Demand HD 星期一至五 20:30 - 21:30 · |
| ----------------------------------------------------------------------- | ----------------------------------------------------------------------- | ----------------------------------------------------------------------- |
|                                                                         | 巨輪II （2016-08-29 - 2016-10-21）                                      |                                                                         |
| 超能老豆 （2016-08-01 - 2016-08-26）                                    | 幕後玩家 （2016-10-24 - 2016-12-09）                                    |                                                                         |

| 新加坡 TVB首选 星期一至五 20:30 - 21:30 · | 新加坡 TVB首选 星期一至五 20:30 - 21:30 · | 新加坡 TVB首选 星期一至五 20:30 - 21:30 · |
| ----------------------------------------- | ----------------------------------------- | ----------------------------------------- |
|                                           | 巨輪II （2016-08-29 - 2016-10-21）        |                                           |
| 超能老豆 （2016-08-01 - 2016-08-26）      | 幕後玩家 （2016-10-24 - 2016-12-09）      |                                           |

| 澳洲 TVBJ 星期一至五 19:15－20:15    | 澳洲 TVBJ 星期一至五 19:15－20:15    | 澳洲 TVBJ 星期一至五 19:15－20:15 |
| ------------------------------------ | ------------------------------------ | --------------------------------- |
|                                      | 巨輪II （2016-08-30 - 2016-10-24）   |                                   |
| 超能老豆 （2016-08-02 - 2016-08-29） | 幕後玩家 （2016-10-25 - 2016-12-10） |                                   |

| HUB娛家戲劇台 劇集首映 星期一至五 20:00－21:00 時段 | HUB娛家戲劇台 劇集首映 星期一至五 20:00－21:00 時段 | HUB娛家戲劇台 劇集首映 星期一至五 20:00－21:00 時段 |
| --------------------------------------------------- | --------------------------------------------------- | --------------------------------------------------- |
|                                                     | 巨輪II （2016-12-08 - 2017-02-01）                  |                                                     |
| 超能老豆 （2016-11-10 - 2016-12-07）                | 幕後玩家 （2017-02-02 - 2017-03-22）                |                                                     |

| 马来西亚 Astro華麗台、Astro華麗台HD 星期一至五 20:30 - 21:30 | 马来西亚 Astro華麗台、Astro華麗台HD 星期一至五 20:30 - 21:30 | 马来西亚 Astro華麗台、Astro華麗台HD 星期一至五 20:30 - 21:30 |
| ------------------------------------------------------------ | ------------------------------------------------------------ | ------------------------------------------------------------ |
|                                                              | 巨輪II （2017-10-27 - 2017-12-20）                           |                                                              |
| 超能老豆 （2017-09-29 - 2017-10-26）                         | 為食神探 （2017-12-21 - 2018-01-17）                         |                                                              |

| 马来西亚 八度空间 星期一至五 19:00 - 19:56 | 马来西亚 八度空间 星期一至五 19:00 - 19:56 | 马来西亚 八度空间 星期一至五 19:00 - 19:56 |
| ------------------------------------------ | ------------------------------------------ | ------------------------------------------ |
|                                            | 巨輪II （2018-10-25 －2018-12-18）         |                                            |
| 冒险王卫斯理 (2018-09-05 - 2018-10-24)     | 城寨英雄 （2018-12-19 －2019-01-25）       |                                            |

| 新加坡 新傳媒U頻道 星期一至五 22:00 - 23:00 · 2月4日 至 2月6日 暫停播映 | 新加坡 新傳媒U頻道 星期一至五 22:00 - 23:00 · 2月4日 至 2月6日 暫停播映 | 新加坡 新傳媒U頻道 星期一至五 22:00 - 23:00 · 2月4日 至 2月6日 暫停播映 |
| ----------------------------------------------------------------------- | ----------------------------------------------------------------------- | ----------------------------------------------------------------------- |
|                                                                         | 巨轮II （2019-01-09 - 2019-03-07) PG/PG13                               |                                                                         |
| 黑骑士 （2018-12-03 - 2019-01-08）                                      | 延禧攻略 （2019-03-08 - 2019-06-13 ）                                   |                                                                         |

| 無綫翡翠台香港時區 星期一至五 20:30 - 21:30 | 無綫翡翠台香港時區 星期一至五 20:30 - 21:30 | 無綫翡翠台香港時區 星期一至五 20:30 - 21:30 |
| ------------------------------------------- | ------------------------------------------- | ------------------------------------------- |
|                                             | 巨輪II （2019-02-27 - 2019-04-12）          |                                             |
| 愛情食物鏈 （2019-02-04 - 2019-02-26）      | 飛虎之潛行極戰 （2019-04-15 - 2019-05-24）  |                                             |

| 無綫翡翠台香港時區 星期六 20:30 - 22:30 | 無綫翡翠台香港時區 星期六 20:30 - 22:30                                                                  | 無綫翡翠台香港時區 星期六 20:30 - 22:30 |
| --------------------------------------- | --- | --------------------------------------- |
|                                         | 巨輪II （2019-03-16 - 2019-03-30）                                                                       |                                         |
| 2019國際中華小姐競選 （2019-03-09）     | 創意先行者 （2019-04-06 - ） （20:30 - 21:30）廉政行動2019 （2019-04-06 - 2019-05-04） （21:30 - 22:30） |                                         |

| 新加坡 新传媒8频道 星期一至五 23:00 - 00:00 | 新加坡 新传媒8频道 星期一至五 23:00 - 00:00 | 新加坡 新传媒8频道 星期一至五 23:00 - 00:00 |
| ------------------------------------------- | ------------------------------------------- | ------------------------------------------- |
|                                             | 巨轮II PG/PG13 (2020-03-11 － 2020-05-04)   |                                             |
| 陈情令 (2019-12-30 － 2020-03-10)           | 最佳利益 (2020-05-05 － 2020-06-01)         |                                             |

| 香港、 马来西亚 千禧经典台 追剧之王时段 · 星期六至日 06:00-08:30（香港时间） · 星期六至日 06:04-08:34（马来西亚时间）（三集连播） · 11月4日仅播两集 · 12月17日仅播一集 | 香港、 马来西亚 千禧经典台 追剧之王时段 · 星期六至日 06:00-08:30（香港时间） · 星期六至日 06:04-08:34（马来西亚时间）（三集连播） · 11月4日仅播两集 · 12月17日仅播一集 | 香港、 马来西亚 千禧经典台 追剧之王时段 · 星期六至日 06:00-08:30（香港时间） · 星期六至日 06:04-08:34（马来西亚时间）（三集连播） · 11月4日仅播两集 · 12月17日仅播一集 |
| --- | --- | --- |
| | 巨輪II （2023年11月4日 - 2023年12月17日） | |
| 巨輪 （2023年9月24日 - 2023年11月4日） | — | |